# بجک (بهبهان)
بجک، روستایی از توابع شهر تشان شهرستان بهبهان در استان خوزستان ایران است.

## جمعیت
این روستا در دهستان تشان شرقی قرار دارد و براساس سرشماری مرکز آمار ایران در سال ۱۳۸۵، جمعیت آن ۴۵۲ نفر (۹۰خانوار) بوده‌است.
این روستا در سال ۱۳۷۲(؟) از مجموعهٔ جغرافیایی استان کهگیلویه و بویر احمد خارج و به قلمرو جغرافیایی استان خوزستان و شهرستان بهبهان اضافه شد. دلیل این جدایی، موقعیت جغرافیایی بجک است که نزدیک به شهر تشان در خوزستان واقع شده‌است و مرکز تجاری و معیشتی و روابط کلان آموزشی-اجتماعی و اداری مردم این روستا نیز از دیرباز، تشان و شهرستان بهبهان بود.
وجود کوه‌های زاگرس  در کنار این روستا و قسمت‌های دیگر استان کهگیلویه و بویر احمد نیز یکی از مهم‌ترین دلایل این جدایی بود. کوه‌های زاگرس به این روستا جلوه‌ای زیبا و چشم‌اندازی طبیعی و دلنواز داده است.
از باقیمانده‌های آثار تاریخی کهن و بقایای جوی‌های ساروجیِ آسیاب‌های قدیمی در دل کوه‌های نزدیک بجک و بقایای ساختمان‌های باستانی نزدیک این روستا برمی آید که این منطقه (و کل منطقهٔ تشان و شهرستان بهمئی) از دوران کهنِ تاریخی دارای سکنه و تمدن چشمگیر و پرتأثیر بوده‌است.
این روستا از قسمت‌های جنوب شرقی به شهرستان بهمئی  در استان کهگیلویه و بویر احمد نزدیک است.
نام این روستا در ارتباط با مسائلی  ازجمله دره مرگ  و تنگ سولک  جلب توجه می‌کند.
این روستا در حوزه‌های پزشکی، ریاضیات، ادبیات، مدیریت، منابع طبیعی، روانشناسی و غیره دارای تحصیل کردگان و استادان دانشگاه است.